# (7354) Ishiguro
(7354) Ishiguro (1995 BR1) – planetoida z pasa głównego asteroid okrążająca Słońce w ciągu 5,64 lat w średniej odległości 3,17 j.a. Odkryta 27 stycznia 1995 roku.